# Wiktorów (Wieluń)
Pour les articles homonymes, voir Wiktorów.
Wiktorów est une localité polonaise de la gmina de Biała, située dans le powiat de Wieluń en voïvodie de Łódź.